# Понте-алле-Ґраціє
Понте алле Ґраціє (італ. Ponte alle Grazie) — один з найдавніших мостів через річку Арно у Флоренції, реконструйований в 1953 році.

## Історія мосту
На місці сучасного Понте алле Ґраціє у 1227 році був збудований міст, названий Понте е Рубаконте на честь тодішнього подести Флоренції месера Рубаконте ді Монделло да Мілано. У своїй книзі "Vite" про життя митців Джорджо Вазарі архітектором цього мосту назвав Лапо Тедеско, сина Арнольфо ді Камбіо.
Це був третій міст Флоренції, але перший з кам’яних, завдяки чому він уціліє під час повені 1333, коли інші мости Флоренції (Понте алла Каррайя, Понте Санта Триніта, Понте Веккіо) були розрушені стихією. Міст побудований в найширшому місці річки і аж до 1944 року був найстарішим та найдовшим мостом у місті.
Спочатку міст мав дев’ять аркових прольотів, але в 1347 два прольоти були закриті у зв'язку з розширенням площі П'яцца дей Моцці. У 14 ст. на одному з пілонів мосту було збудовано невелику церкву Santa Maria alle Grazie, на честь якої пізніше міст Понте е Рубаконте був перейменований на Понте алле Ґраціє. У 19 ст. кількість прольотів зменшилась до шести через роботи з укріплення берегу Арно.
На старих рисунках видні невеликі дерев'яні будиночки, де зокрема в 14 ст. були каплички і помешкання нечисленної громади черниць, які в 15 ст. переїхали звідти до одного з монастирів.
У 1944 міст був підірваний відступаючими німецькими військами.Через рік після знищення старого моста міською владою був оголошений конкурс на проект сучасного моста. Перемогу в конкурсі здобула група, до складу якої увійшли архітектори Джованні Мікелуччі, Едуардо Детті, Данило Санті, Ріккардо Джіцдулік та інженер П'єро Меліцці. Урочисте відкриття сучасного мосту відбулося у 1957 році.
Сусідніми мостами є Понте ді Сан Нікколо (на схід) і Понте Веккіо (на захід).

## Галерея

Понте алле Ґраціє
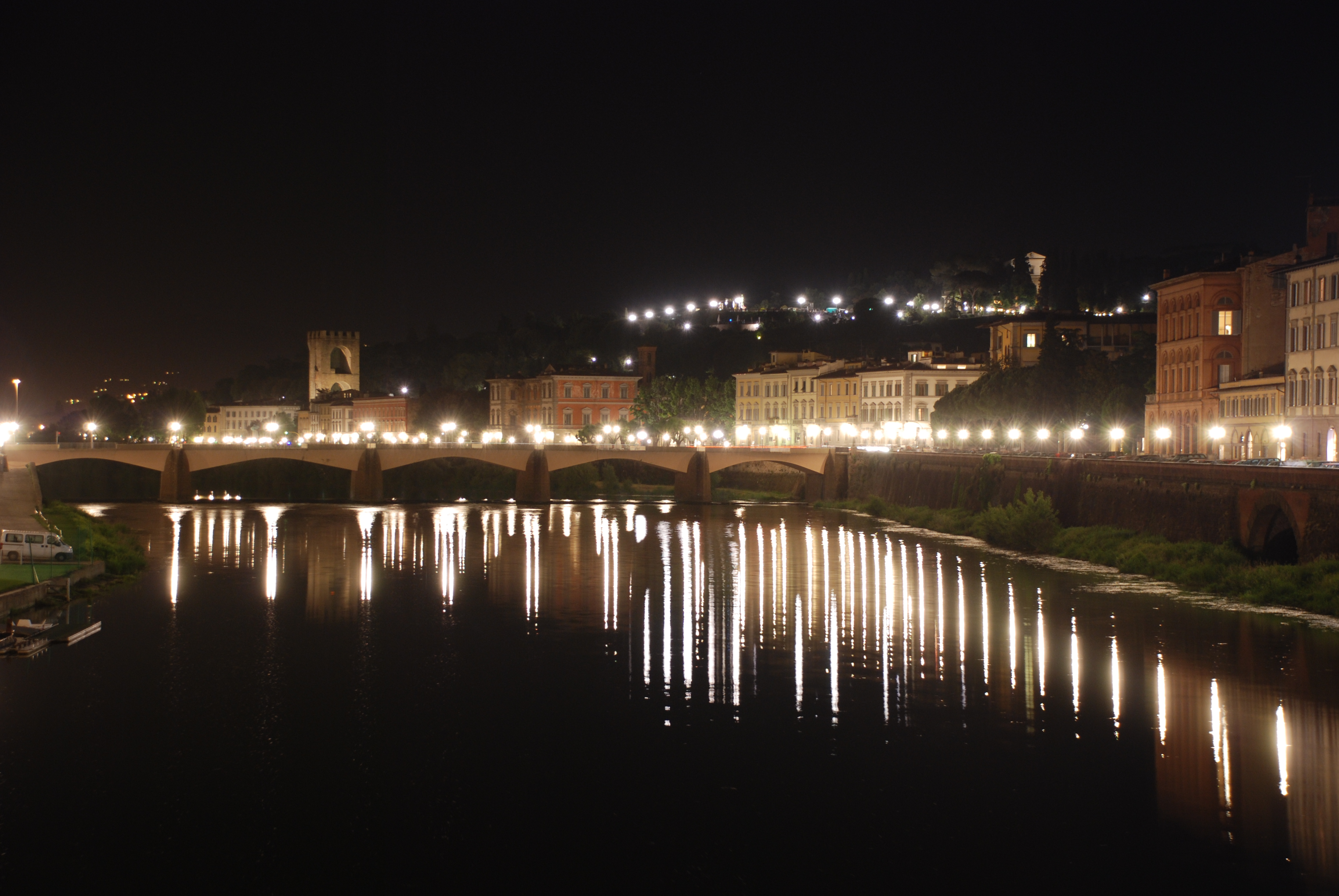
У вечірній час
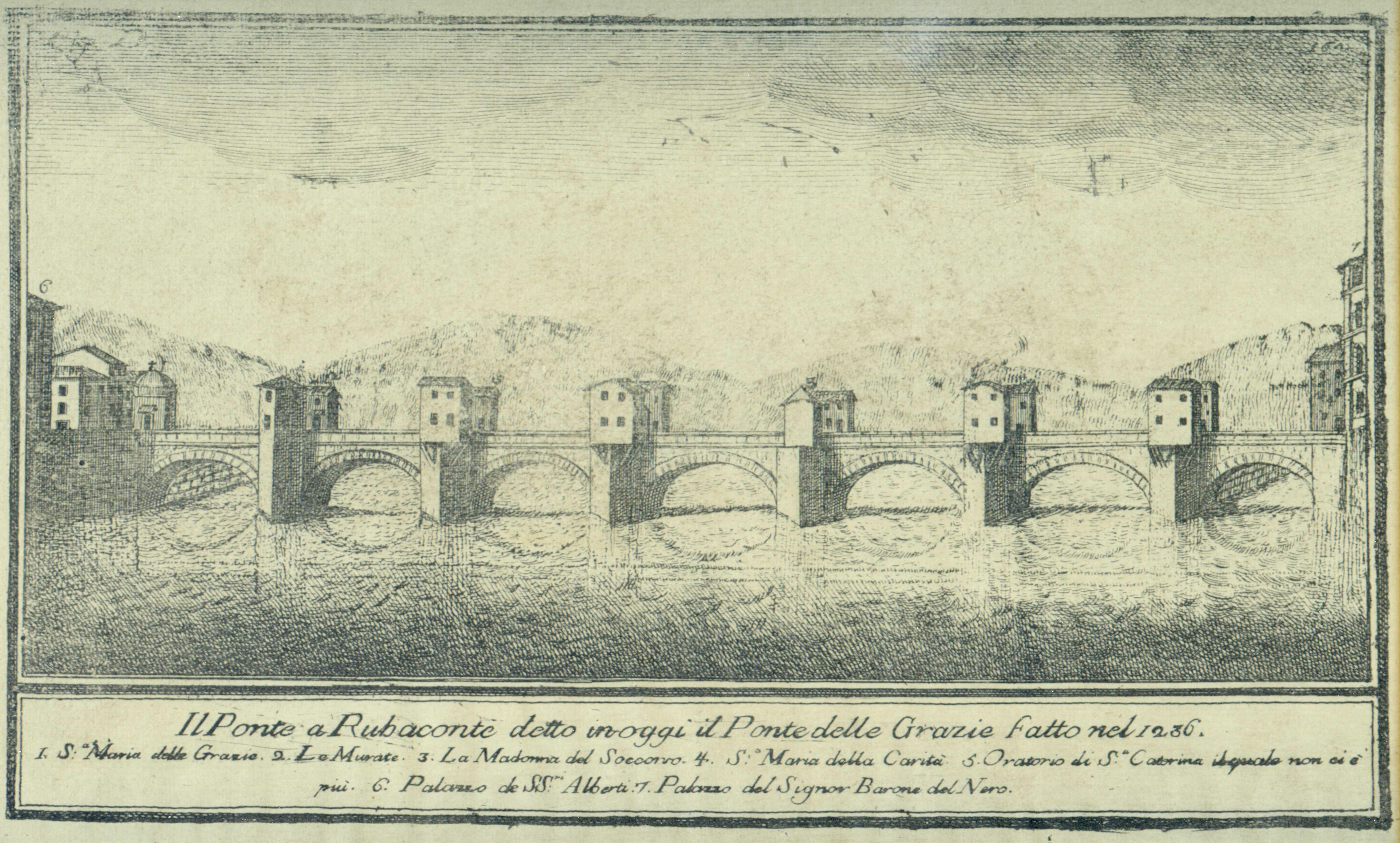
Вигляд мосту в 17 ст. (Понте е Рубаконте)
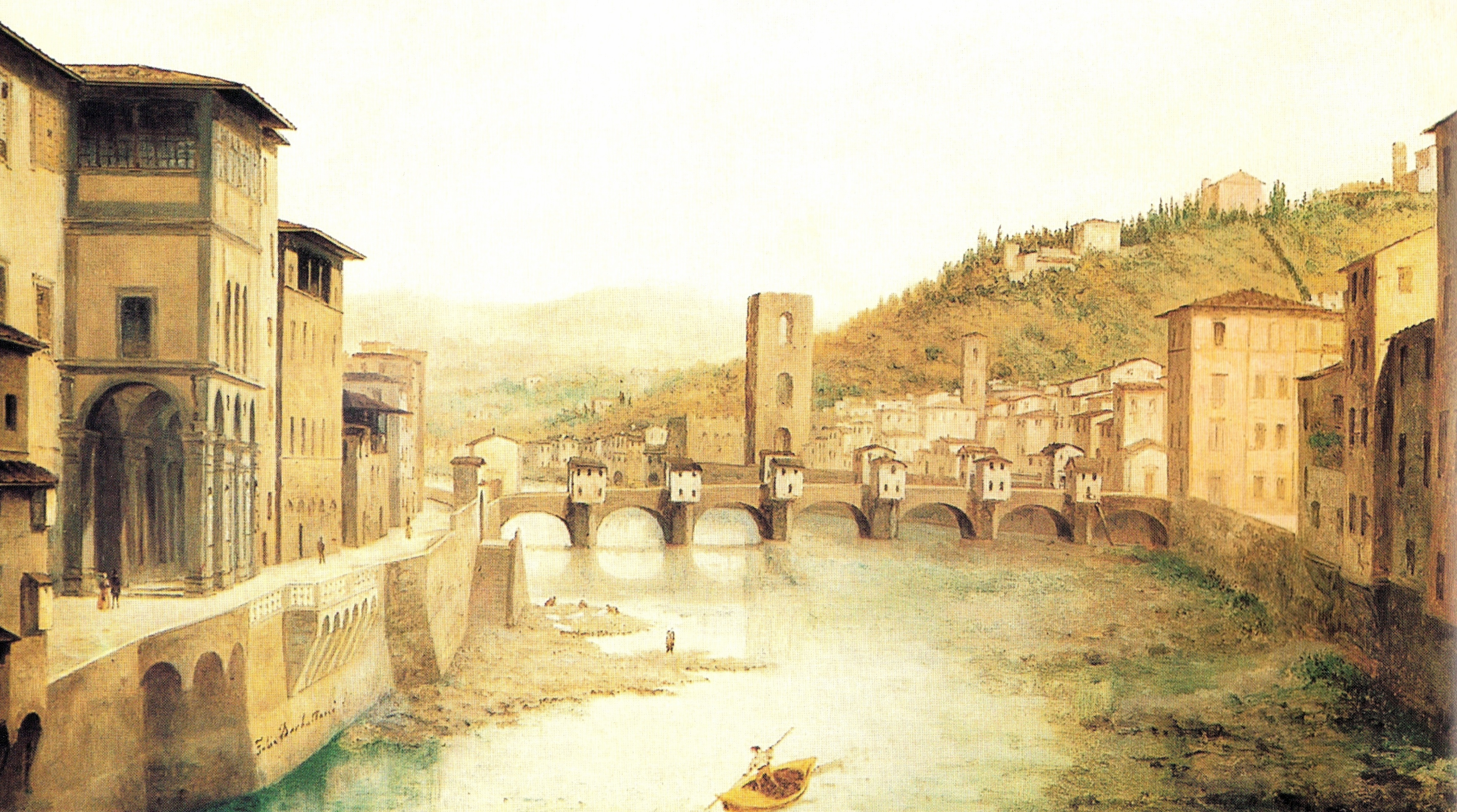
Міст очима Фабіо Борботтоні, 1820-1902
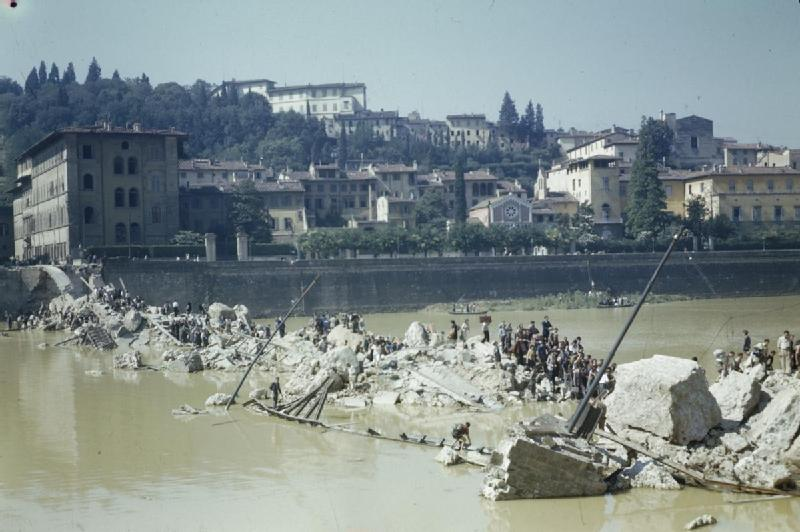
Зруйнований нацистами міст, фото 1944
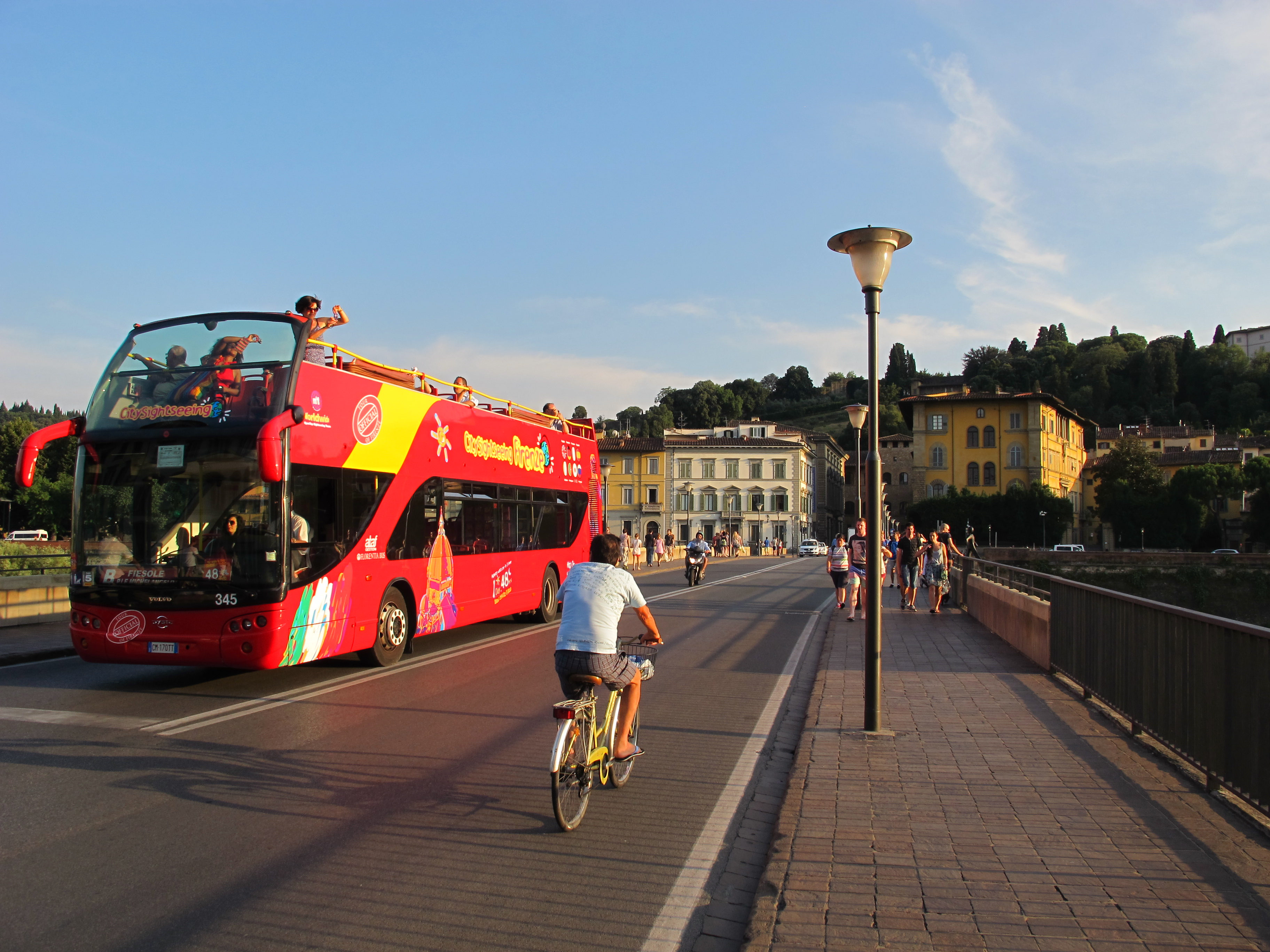
Автобусна екскурсія